# Mariota (comtesse de Ross)
Pour les articles homonymes, voir Mariota.
Mariota, comtesse de Ross, également nommée Mairead, Marie et Margaret (morte en 1440), est la fille de la comtesse Euphémie Ire de Ross, et de son époux le héros combattant croisé Walter Leslie, seigneur de Ross. Après la mort de son frère Alexandre Leslie, comte de Ross, elle devient héritière présomptive de sa fille Euphémie II de Ross alors que son mari Domhnall d'Islay le seigneur des Îles la presse de faire valoir ses « droits supérieurs » à la succession du comté.

## Prétendante
Domhnall tente de s'emparer du comté de Ross et quelque temps après 1405 mais avant 1411, il prend le contrôle du château de Dingwall. L'année suivant la mort du roi en titre Robert III d'Écosse, au août 1407, Domhnall envoie des émissaires en Angleterre à l'héritier du trône captif Jacques Stuart. Le roi Henri IV d'Angleterre lui dépêche son propre émissaire l'année suivante afin de négocier une alliance contre Robert Stuart, 1er duc d'Albany,  le Gardien de l'Écosse qui contrôle le comté de Ross au nom de sa petite-fille Euphémie II de Ross.
Assuré de la possession de la principale place fort du comté de Ross et de l'appui de l'héritier de la couronne d'Écosse en 1411 Domhnall s'estime assez puissant pour se confronter au principal allié du duc d'Albany dans le nord de l'Écosse Alexandre Stuart, comte de Mar. Lors de la Bataille de Harlaw Domhnall échoue à lui infliger une défait décisive, et doit se retirer dans les Highlands de l'ouest. Par la suite, Albany réussit à reprendre Dingwall et à s'emparer de l'est du Ross. En 1415, Euphémie II est convaincue par son grand-père Albany de résigner le comté en faveur du propre fils de ce dernier, Jean Stuart, 2e comte de Buchan. Cet acte est défié par Domhnall d'Islay, qui continue à réclamer le comté du droit de son épouse Mariota.
Après son retour le roi Jacques Ier met fin au pouvoir des Stuart d'Albany, en faisant exécuter le fils de successeur de Robert Stuart Murdoch Stuart le 2e Duc d'Albany. Domhnall est mort depuis 1423, mais Mariota continue de soutenir les revendications de leur fils et successeur  Alexandre II MacDonald. Alexandre et elle obtiennent enfin satisfaction et en 1437, son fils est reconnu comme comte de Ross par le roi. Elle meurt en 1440. De son union sont nés deux enfants, Alexandre et Mariota.

## Sources
- (en) Paul, James Balfour, The Scots Peerage, Vol. VII, (Edinburgh, 1910)
- (en) John L. Roberts « Lordship of the Isles », dans Lost Kingdoms, Celtic Scotland and the Middle Ages Edinburgh University Press (Edinburgh 1997)  (ISBN 0748609105).
- (en) Richard Oram, « The Lordship of the Isles, 1336-1545 », dans Donald Omand édition The Argyll Book, (Edinburg, 2005).
- (en) Stephen I. Boardman The Early Stewart Kings: Robert II and Robert III, 1371-1406. Tuckwell Press. Edinburgh 1996 réédition 2007, chez John Donald Short Run Press  (ISBN 1904607683).